# Jednorožec

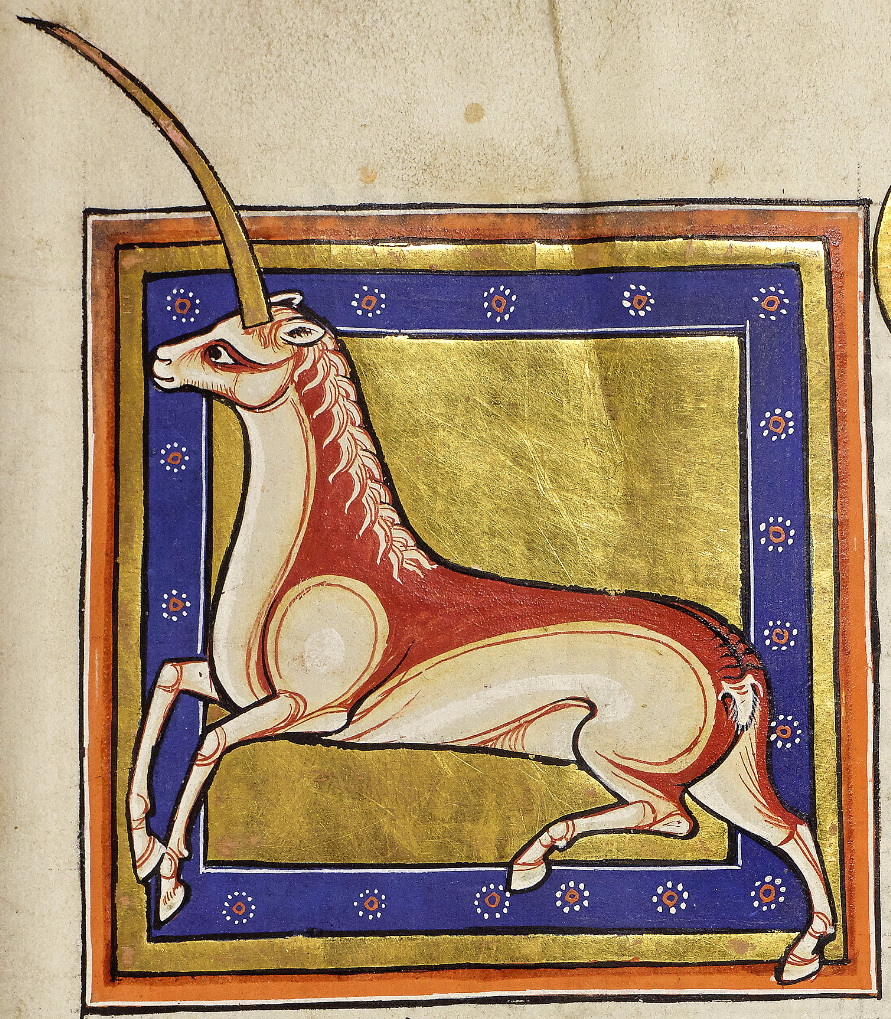
Aberdeenský bestiář, knižní iluminace, Anglie, kolem 1200

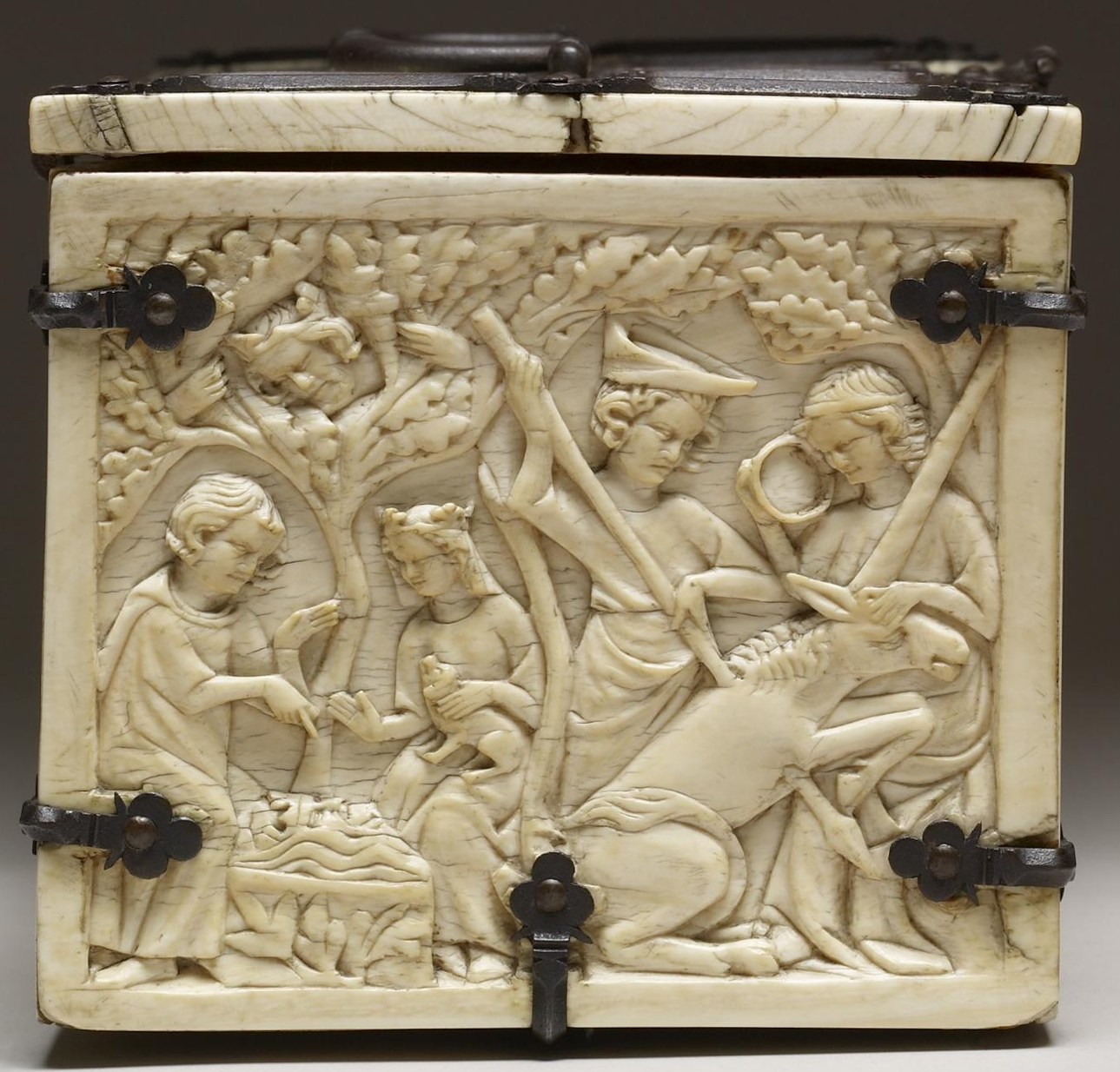
Ulovení jednorožce, francouzská gotická skříňka ze slonoviny, 14. století

Jednorožec je bájný tvor, který je obvykle zobrazován v podobě bílého či černého koně či v minulosti antilopy s jedním nápadně dlouhým rohem uprostřed čela. Od křesťanského středověku je považován za symbol síly, čistoty,  života, štěstí, krásy, lásky, hojnosti a panenství. Proslul jako heraldická figura a štítonoš, zejména britského státního znaku.

## Starověk
Na starověkých pečetích z Harappy v dnešním Pákistánu (asi 2500 př. n. l.) je zobrazeno zvíře, které připomíná tradičního jednorožce. První se o jednorožci (řecky monokéros) psal řecký lékař Ktésias v 5. století př. n. l., asi měl na mysli nosorožce indického, popisuje totiž hlavně jednorožcův roh a jeho údajné léčivé a magické vlastnosti. Na jeho zmínku navázal přibližně po stu letech Aristotelés, který popsal dvě zvířata s jedním rohem: arabského přímorožce oryxa a „takzvaného indického osla“, patrně opět nosorožce. Podobné údaje přiesli také Plinius Starší, Strabón a Claudius Aelianus, jehož jednorožce již zřetelněji identifikujeme a nosorožcem. Představa jednorožce pravděpodobně vznikla spojením oryxe, nosorožce a vzácného, téměř nikdy lidmi nespatřeného mořské kytovce narvala, jehož „roh“, přesněji zub, byl vyhledáván jako kuriozita, magické znamení a zdroj léčivých účinků.
Mimo Evropu představy o jednorohých tvorech najdeme v mytologii starověkých Peršanů, kde bílý jednorožec podobný divokému oslu s třemi tlamami střežil magický strom Harvisptochm (Strom všech semen), rostoucí uprostřed nebeského jezera Vourukaša. Druhý z perských jednorožců, Šadhavar, patří naopak mezi démonické bytosti, nepřátelské lidem. Má děrovaný roh, který nastavením proti větru zní jako flétna a přitahuje zvědavé tvory. Ty pak šadhavar rohem probodne a sežere. Ve starověké Indii má jednorožec vzhled jednorohého býka nebo antilopy, ve východní Asii je to zvíře podobné jelenu nebo dokonce draku. V Číně se nazývá Čchi-lin a v Japonsku Kirin.

## Středověk

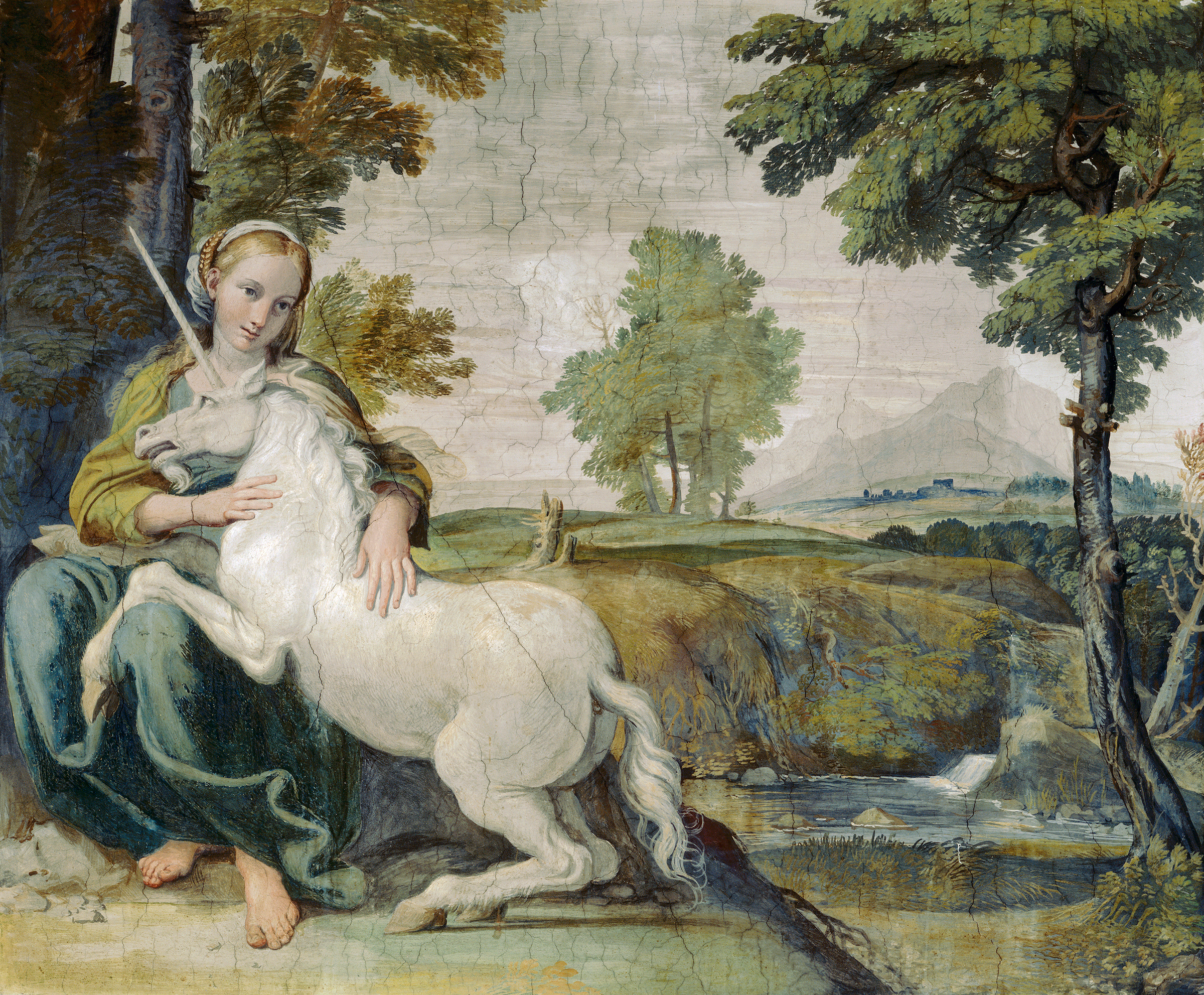
Domenichino: Panna s jednorožcem, 1604–1605, freska v paláci Farnese, Řím

Slovem monokéros překládali překladatelé řecké Bible (Septuaginty) hebrejské slovo re´em, které původně znamenalo pratura. Latinská Vulgata je přeložila jako unicornis, odtud se název i pojem jednorožce rozšířily do všech evropských jazyků. Tento „jednorožec“ je v Bibli (zejména kniha Jób) obrazem síly a nezkrotného divokého zvířete.
Nezávisle na Bibli se již od 12. století téměř ve všech středověkých bestiářích objevovaly tři druhy jednorožců: Monoceros černé barvy má ocas jako kanec, nohy jako slon a tělo jelena nebo koně a je nepřítelem slona. Je zmiňován též ve staročeském Lucidáři a Kronice o Bruncvíkovi pod zkomoleným jménem Monetrus. V nich má koňské tělo a nohy, kančí ocas a lidskou hlavu se zářícím rohem na čele. Je prý útočný a nebezpečný a žije v Indii. Za těmito popisy můžeme tušit nosorožce indického.
Odlišným druhem je Unicornus, tedy „pravý“ jednorožec, ušlechtilé bílé zvíře, podobné koni, avšak s rozštěpenými kopyty (tedy sudokopytník) a s hřívou nebo také bradkou. Uprostřed čela má dlouhý, spirálovitě stočený (tordovaný) roh. Jeho domovem má být Arábie. Ač je to divoké zvíře, ke své samičce se chová velmi něžně a dvorně. Proto se mohl stát vhodným symbolem rytířské lásky v poezii středověkých trubadúrů. Podle jiné pověsti má ve velké úctě panenství. Lze ho ulovit jen tak, že se do lesa vypraví čistá panna, jednorožec k ní přijde, složí jí hlavu do klína a může být tak chycen. Právě proto je ve výtvarném umění, zejména v 15. století, symbolem panenství a čisté křesťanské lásky.. O tom svědčí například česká gotická oltářní archa s Pannou Marií a jednorožcem z Jeníkova z doby kolem roku 1460 (v galerii na zámku v Duchcově) nebo nástěnná malba v kapli děkanského kostela v Prachaticích. Z Prachatic je známa i sgrafitová fasáda měšťanského domu čp. 144 z roku 1572 s vyobrazením lovu na jednorožce, dochována však pouze částečně v transferech. Jednorožec doprovází také svatou Justinu. Římskokatolická církev jednorožce odmítla jako nekanonické zvíře na Tridentském koncilu roku 1563.

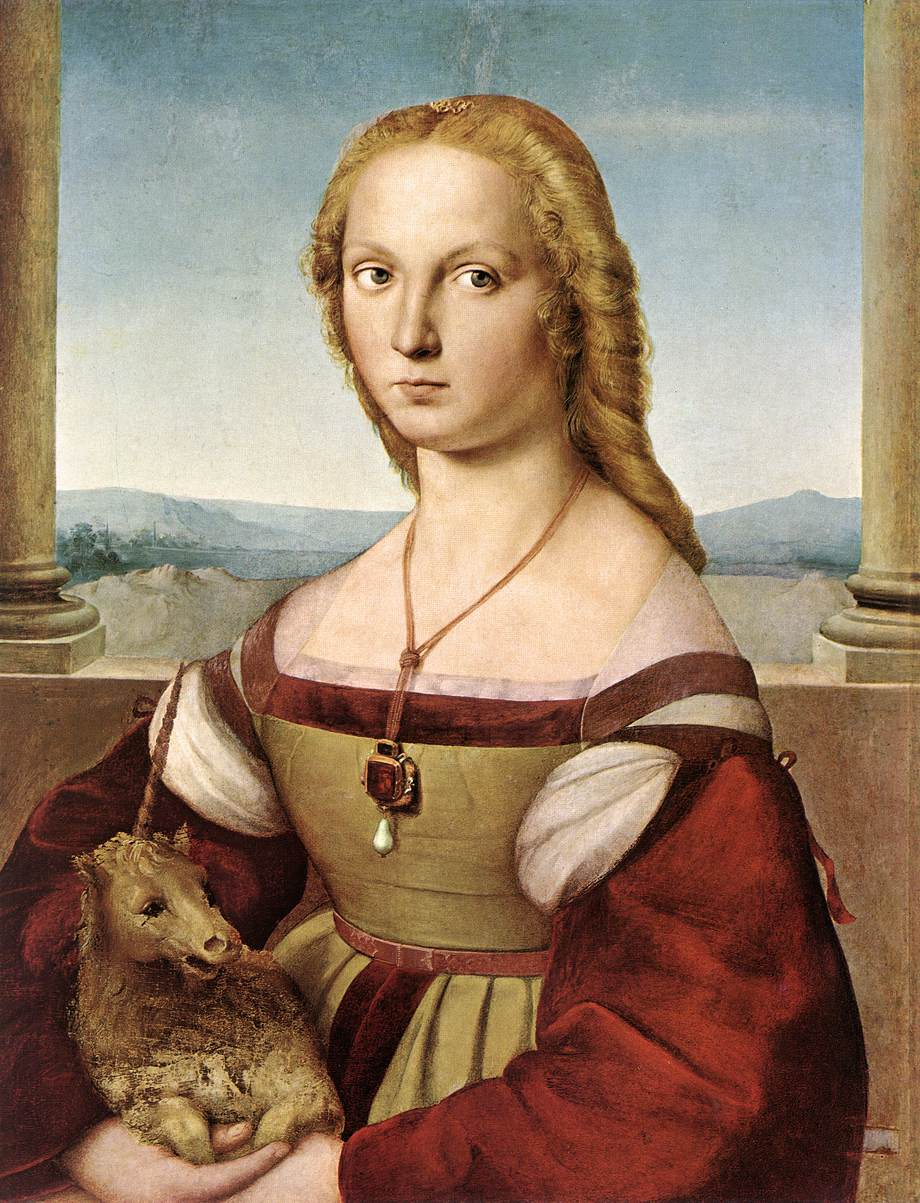
Raffael Santi: Dáma s jednorožcem, 1505/1506, Galerie Borghese, Řím

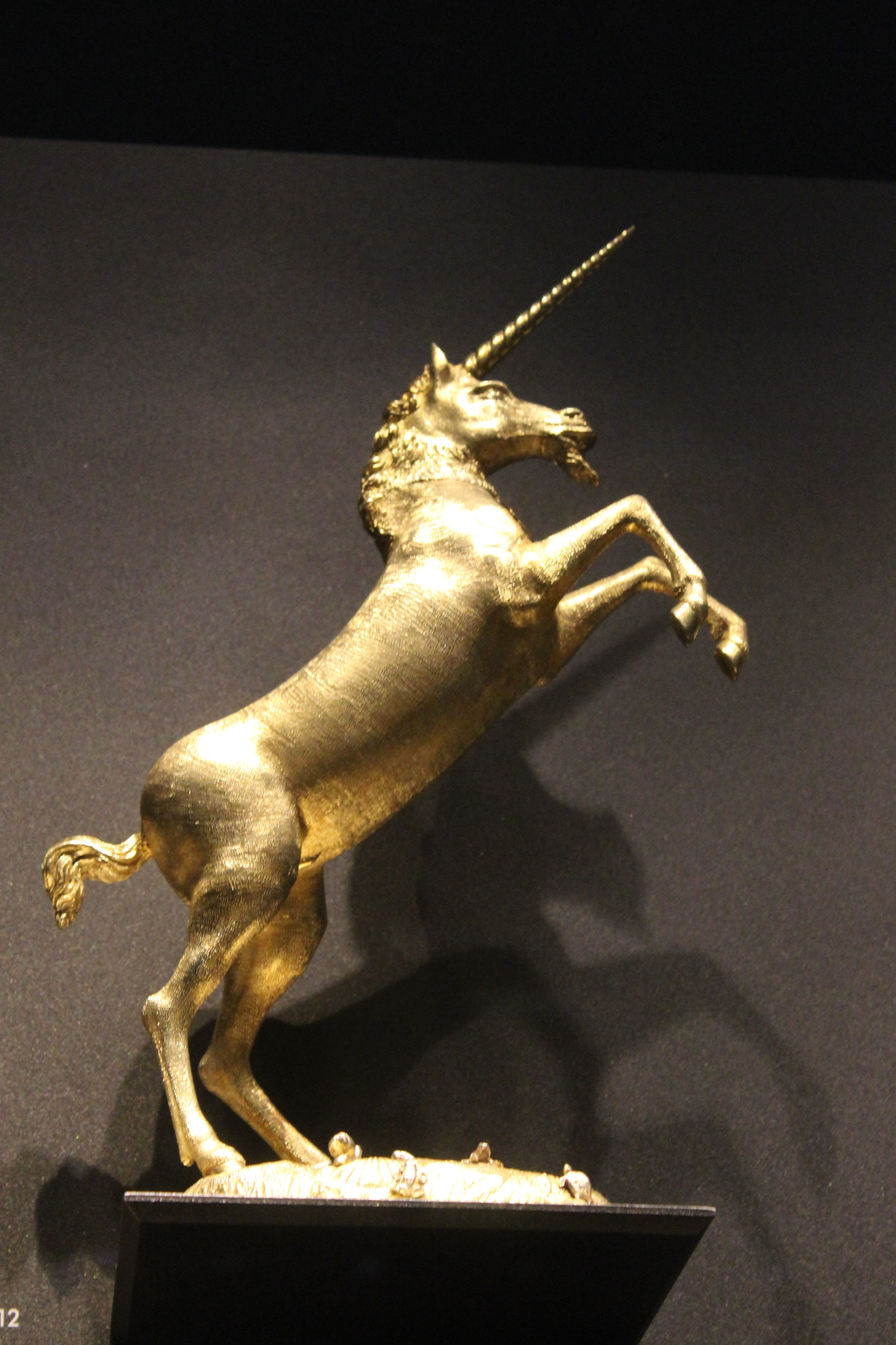
Renesanční láhev na lihoviny, Heinrich Jonas, Norimberk kolem 1580

Světským atributem renesančního ženského portrétu je jednorožec na Raffaelově obraze Dáma s jednorožcem.

## Novověk
Třetím, zřídka zmiňovaným typem jednorožce je Camphurh, camphur či campchurch, vodní či obojživelný jednorožec, připomínající kozu nebo ovci se zadníma nohama podobnýma kachním. Na čele má jeden roh se stejnými připisovanými léčivými účinky proti jedu jako pravý jednorožec. Žije prý ve východní Indii, blízko města Malaky. Zmiňují se o něm autoři 16. století, zejména André Thevet a Ulisse Aldrovandi.
Pověsti o jednorožci přežívaly dlouho do novověku. Bohuslav Balbín převzal středověké popisy a doplnil, že jednorožec strašlivě řve také proto, že se v různých sbírkách kuriozit poměrně často vyskytoval jeho domnělý „roh“ (ve skutečnosti zub narvala nebo roh nosorožce). Ten podle pověstí čistí vodu a zneškodňuje jedy, proto býval až do 19. století symbolem a ozdobou lékáren. Řada lékáren se jmenovala a dodnes jmenuje „U jednorožce“. Z jednorožčího (nosorožčího nebo narvalího) rohu se rovněž vyráběly poháry, které měly chránit před jedem. Pokud do takového poháru byl nalit otrávený nápoj, údajně začal šumět a nebo se pohár roztrhl. Tato pověra mohla mít do jisté míry reálný podklad, pokud se jednalo o pohár z rohu nosorožce. Keratin může s některými jedy (např. arzenik) chemicky reagovat, proto mohlo dojít k určitému pěnění či šumění, ojediněle snad i k puknutí poháru. U organických jedů však k podobné reakci zcela jistě dojít nemohlo.
V českých zemích lze roh jednorožce alias zub narvala najít k roku 1602 v inventáři Kunstkomory císaře Rudolfa II. na Pražském hradě (nyní ve sbírce Národního muzea v Praze), na zámcích ve Žlebech, v Lednici, kde je zasazen do dřevěné atrapy jednorožčí hlavy, nebo v lékárně barokního špitálu v Kuksu, kde je zasazen do preparované hlavy koně.

### Folklór
Odlišnou představu o jednorožci měli východní Slované. V ruském folklóru je jednorožec znám jako Indrik, car všech čtvernožců, žijící ve vysokých horách na konci světa. Je to obrovské zvíře, které se živí pouze vodou a neubližuje jiným živým tvorům. Má připomínat býka s jedním rohem. Jeho název vybrali ruští vědci na počátku 20. století pro třetihorního obřího nosorožce Indricotherium, největšího suchozemského savce všech dob, ač byl bezrohý.
Obří jednorohý „býk“ s dlouhou černou či modrošedou srstí se objevuje i v mýtech a pohádkách původních obyvatel Sibiře, zvláště Evenků a Jakutů. Je možné, že se na vzniku této představy podílel vyhynulý nosorožec Elasmotherium, který žil na Sibiři ještě před 29 tisíci lety a mohl se tedy setkat s člověkem.

## Spory o jednorožce

Znak města Saint-Lô (severní Francie)

Existencí jednorožců se v období renesance a baroka zabývali i přední učenci, například Leonardo da Vinci, Ulisse Aldrovandi, Konrad Gessner nebo i Jan Amos Komenský pokládali jednorožce za zcela reálné zvíře. V době objevných plaveb a cest cestovatelé opakovaně prohlašovali, že se v cizích zemích setkali s živým jednorožcem. Marco Polo se měl s jednorožcem setkat na Jávě, z jeho popisu ale vyplývá, že se jedná o nosorožce jávského. Jiní cestovatelé jednorožce údajně spatřili v Arábii, v tomto případě šlo patrně o oryxe. Učenec Otto von Guericke, starosta Magdeburgu, roku 1663 dokonce sestavil z pravěkých kostí, nalezených v jeskyni v pohoří Harz, kostru „jednorožce“ a patrně ji doplnil rohem z narvala. Bylo to velmi nepravděpodobně vypadající monstrum, mělo pouze přední končetiny a namísto zadních jakési kolečko. Přesto tato rekonstrukce prý přesvědčila i jinak k jednorožci skeptického Leibnize, jemuž však tehdy bylo 17 let. Ještě francouzský zoolog Georges Cuvier (1769–1832) argumentoval proti možnosti existence jednorožce anatomickými důvody.

## V literatuře

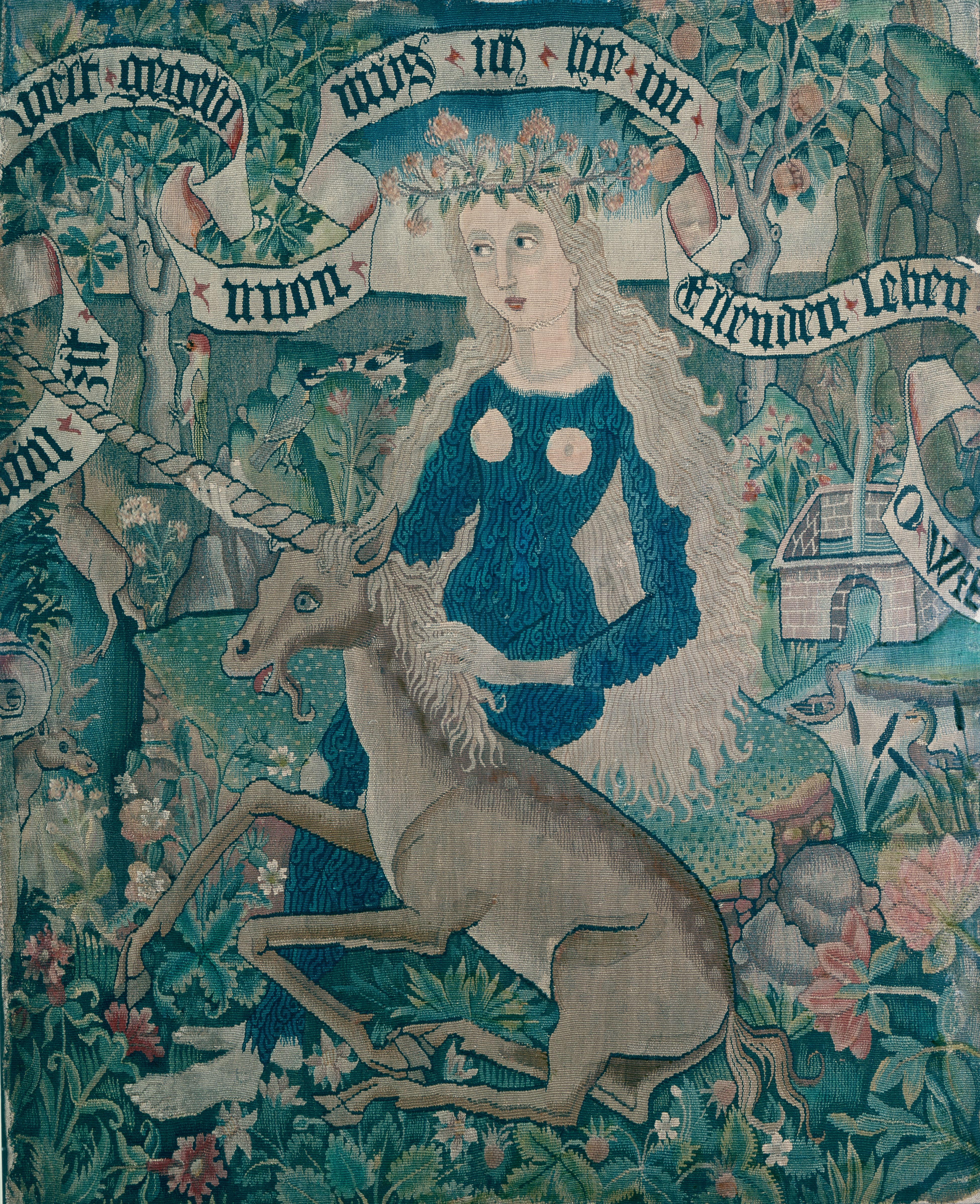
Divoženka s jednorožcem (Štrasburk, kolem 1500)

Jednorožci se často vyskytují ve fantasy literatuře. Obvykle je zachována většina jejich mytických vlastností – vzhled včetně šroubovitého rohu, jeho rozsáhlé magické vlastnosti (především protijedové) fungující i po oddělení od jednorožce i to, jak ho přitahuje nevinnost (především panenská). Jednorožec bývá součástí hvozdu, tedy magického lesa, často i jeho ochráncem. Jen zřídka je zachována jeho nechuť k zabíjení – jednorožec sice nepatří mezi typické "zabijácké bestie", ale kromě své magie může použít k obraně i svůj roh.
- Poměrně přesně jsou mytologické vlastnosti jednorožce zachovány např. v knize Poslední jednorožec od Petera S. Beagla, která byla i zfilmována, v knihách Letopisy Narnie od C. S. Lewise, Mluvící balík od Geralda Durrella, Harry Potter a vězeň z Azkabanu od J. K. Rowlingové, v Sáze o Zaklínači Andrzeje Sapkowského nebo ve filmu Legenda od Ridleyho Scotta.
- Jednorožec vystupuje v Alence za zrcadlem Lewise Carrolla, kde má spíše antropomorfní vzhled, zápasí se lvem, bez mytických vlastností.
- Jednu z hlavních rolí má jednorožec v knižní sérii Amber. Ani zde se nejedná o „obyčejné“ bájné zvíře, ale spíše o boha nebo démona v podobě jednorožce. Zastupuje stranu řádu (druhou stranou je chaos).

## Jednorožec v heraldice
V heraldice si jednorožec získal oblibu až od 15. století: roku 1480 se poprvé objevuje jako štítonoš znaku Skotska, po anexi Skotska ve znaku Velké Británie společně se lvem. Bývá zobrazen jako vzpínající se kůň, někdy se zpřetrhaným řetězem. Jednorožci se vyskytují ve znacích šlechty i měst v Itálii (impresa rodu Este), v Německu, ve Švýcarsku a ve Francii. V české heraldice se jednorožec vyskytuje nebo vyskytoval ve znaku erbovních měšťanů Smíšků z Vrchovišť, pánů Běškovců z Běškovic, Hlavsy z Liboslavě, Jeníšků z Újezda, Kamýckých z Pokratic, Kunešů z Lukavce, Lhotských z Ptení, Neumayerů z Vinterberka, tři uťaté hlavy měli na štítu Parishové ze Senftenebergu, jednorožec vyskakující z tří pětilistých růží se objevil ve znaku premonstrátského kláštera v Brně-Zábrdovicích), další u města Vamberka a velmi pozdního znaku obce Líšnice, okres Ústí nad Orlicí.

### Česko

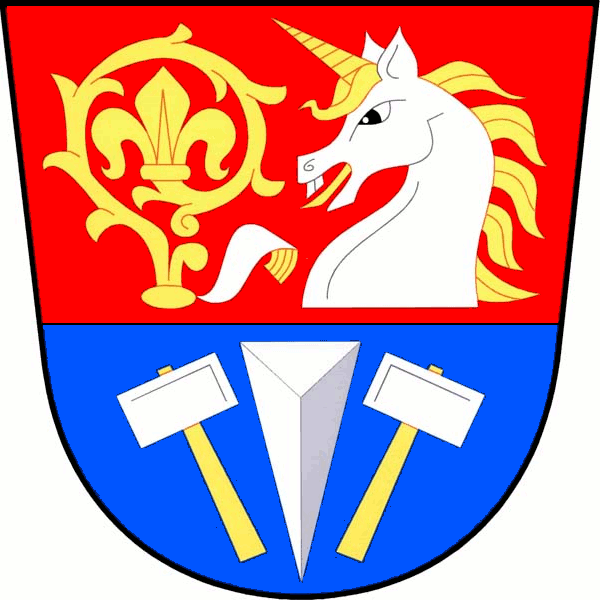
Dobříč, okres Praha-západ
Hojná Voda, Horní Stropnice, Nové Hrady
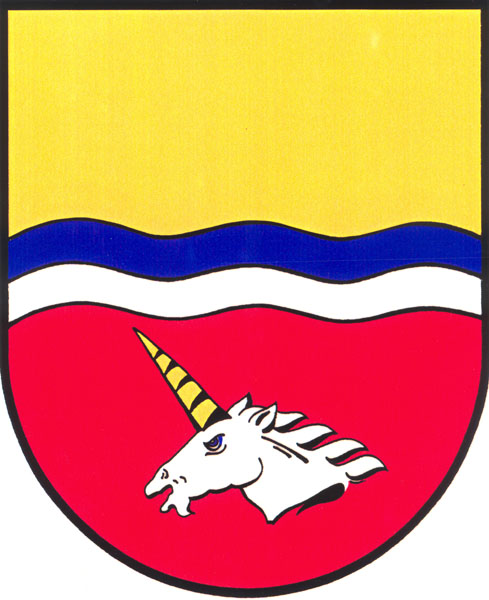
Jeníkov, okres Teplice
Líšnice, okres Ústí nad Orlicí
Lukavec, okres Litoměřice
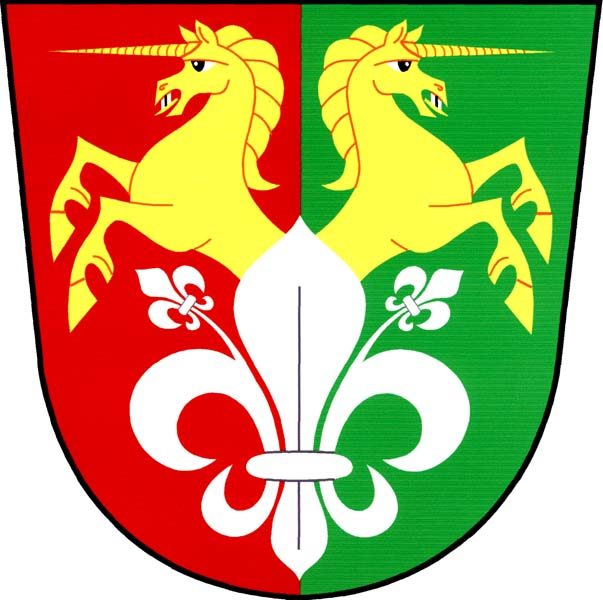
Prasklice
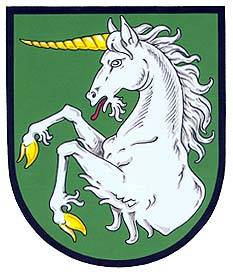
Radslavice, okres Přerov
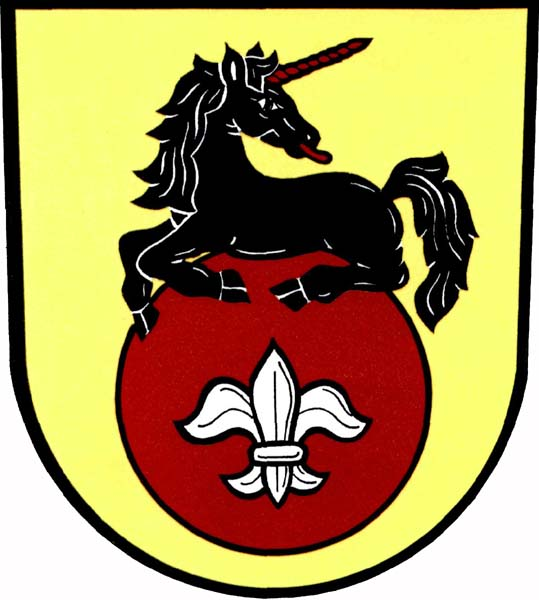
Slezské Pavlovice
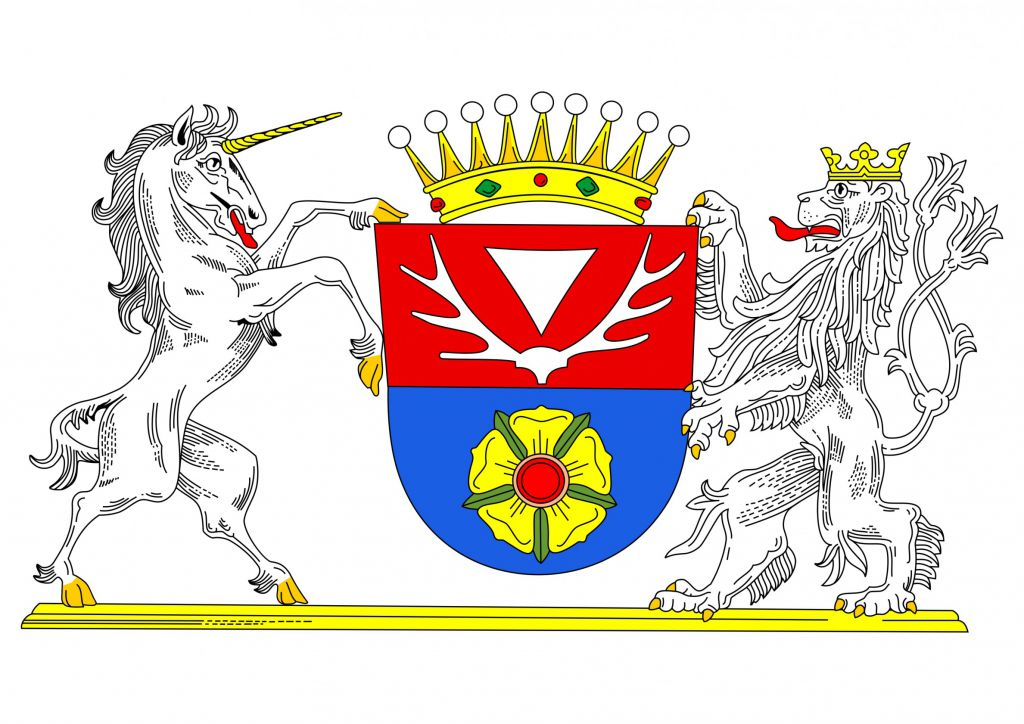
Studená, okres Jindřichův Hradec
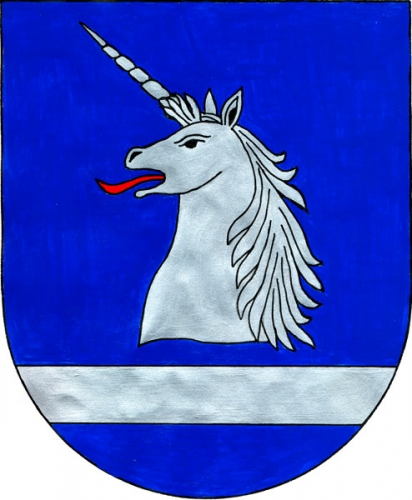
Třebsko, okres Příbram
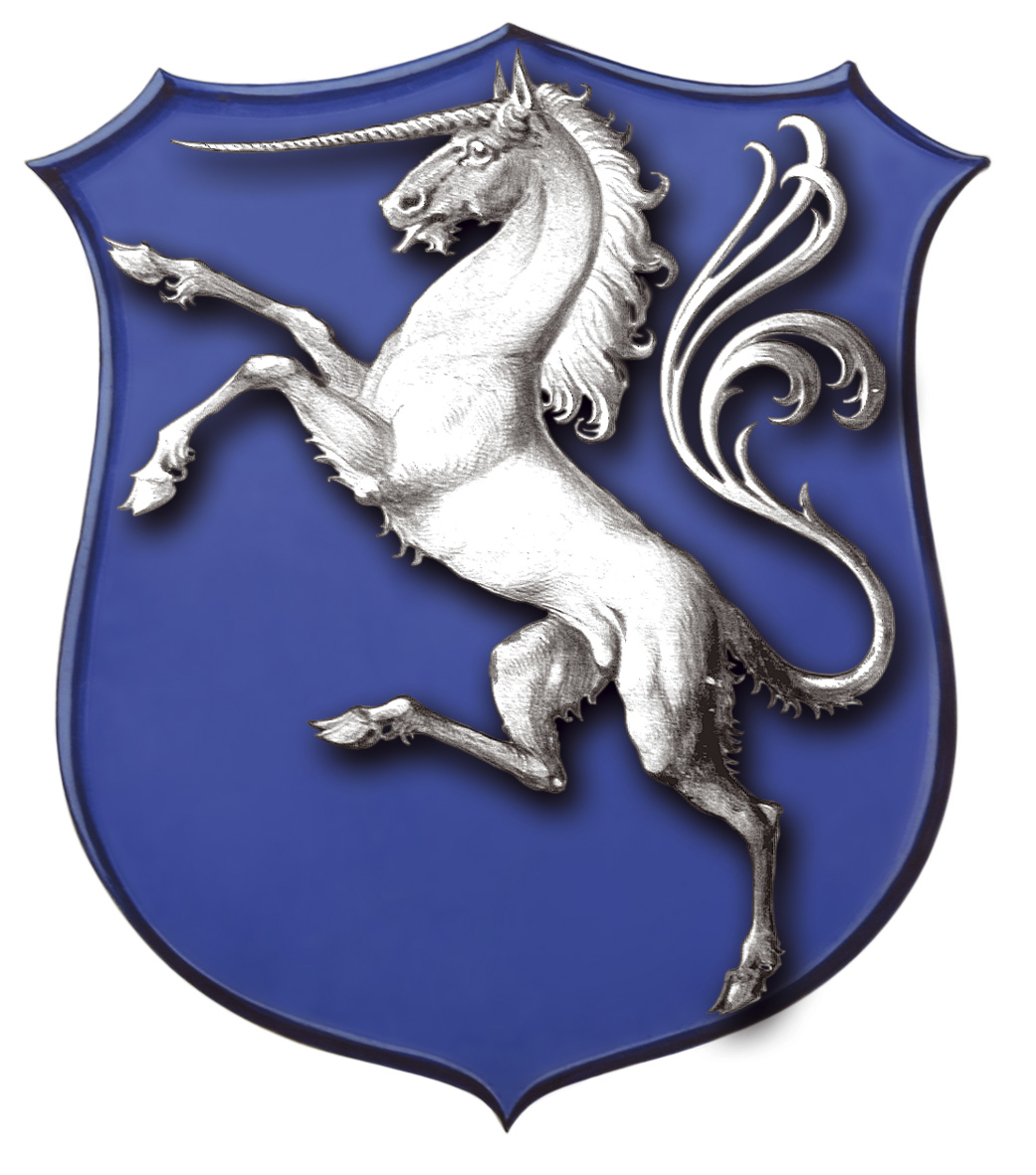
Třešť
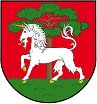
Vamberk
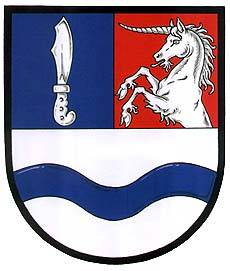
Vážany nad Litavou
Žirovnice

### České šlechtické rody

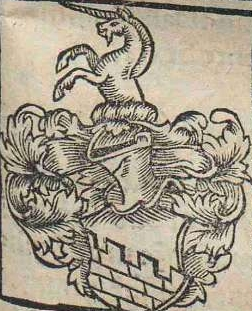
Páni z Horky
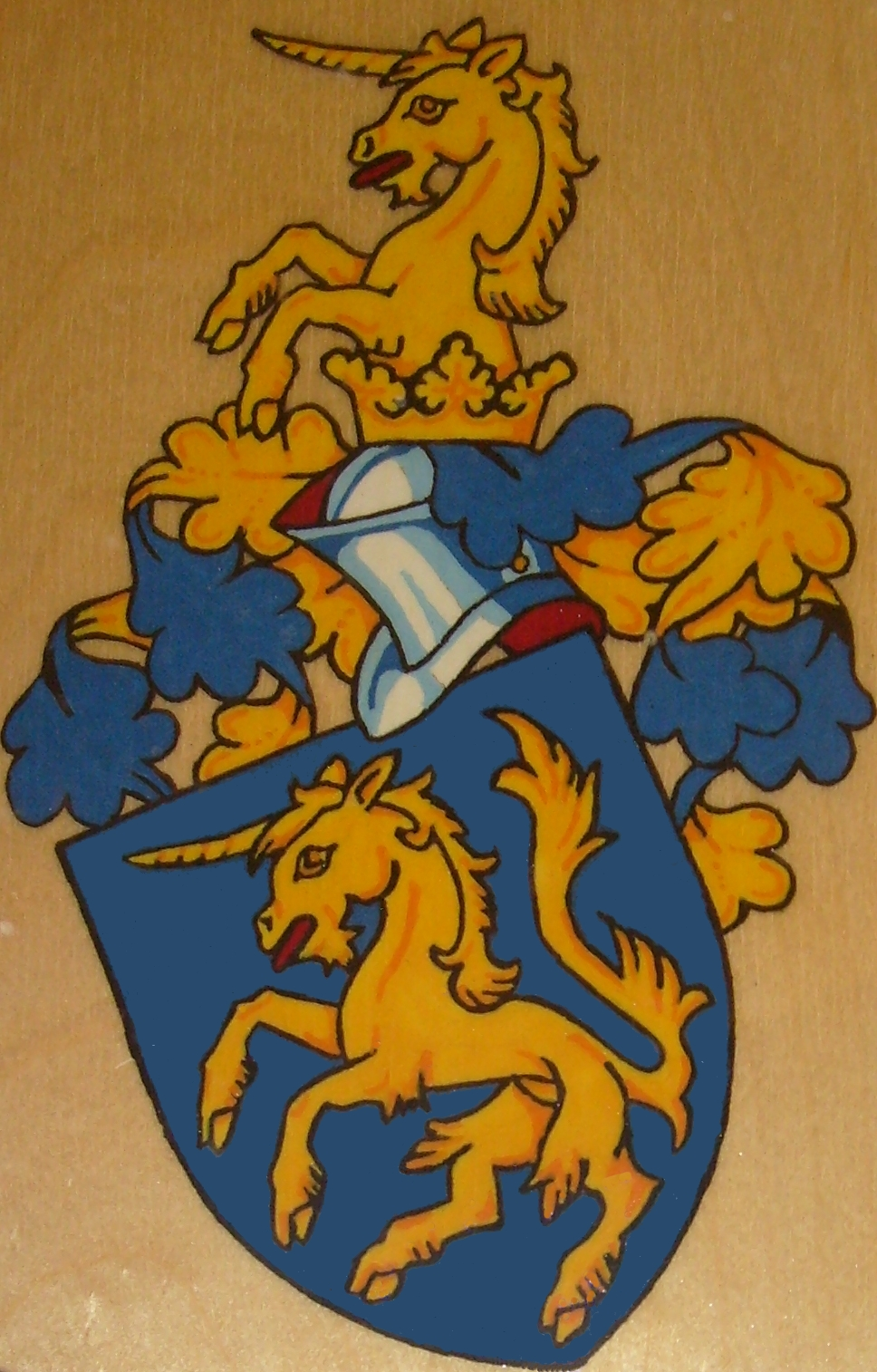
Smíškové z Vrchovišť
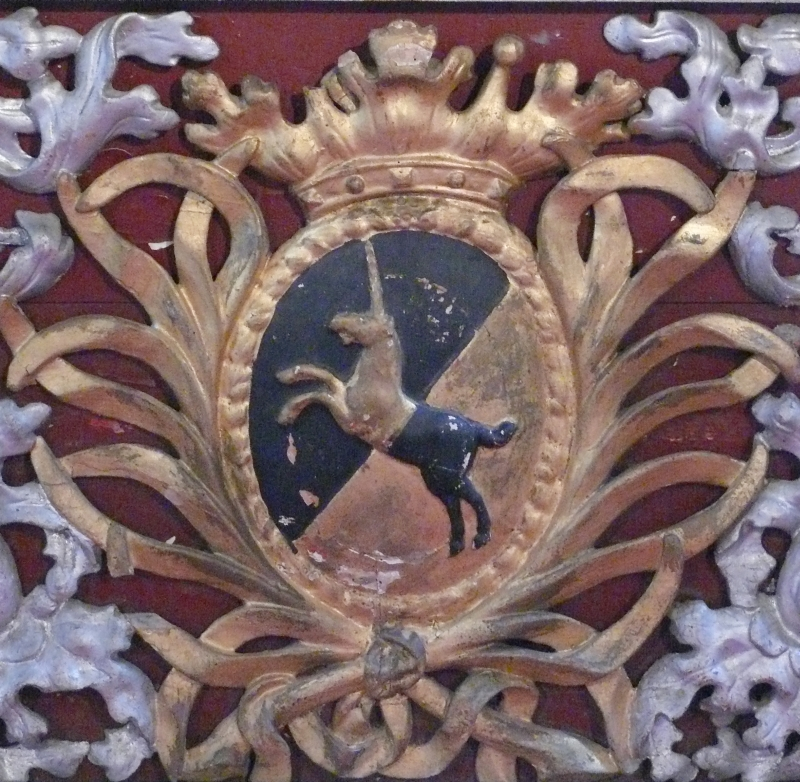
Erb Jeníšků z Újezda